# Alpiq
Společnost Alpiq je jeden z hlavních energetických hráčů v Evropě. Ústředí společnosti sídlí ve švýcarském Lausanne. 
Společnost obchoduje s elektrickou energií a vlastní nebo provozuje bezuhelnaté elektrárny (voda, vítr, slunce, plyn a jádro) ve Švýcarsku, Itálii, Francii, Norsku, Maďarsku, Španělsku a Bulharsku. V roce 2019 vyrobila více než 15 GWh elektřiny. S elektřinou obchoduje ve 30 evropských státech, v roce 2012 zobchodovala 136 816 GWh (z toho 19 % produkce z vlastních elektráren).

## Historie
Společnost vznikla v roce 2009 spojením švýcarských společnosti Atel (Aare-Tessin) a EOS (Energie Ouest Suisse).
Společnost Atel (Aare-Tessin Ltd. for Electricity) byla založen v roce 1894 a byla zodpovědná za výrobu, trading a dodávky elektřiny. Společnost EOS (Energie Ouest Suisse) byla založena v roce 1919 několika energetickými společnostmi v západním Švýcarsku, vlastnila vodní elektrárny a specializovala se na výrobu elektřiny.

## Akcie a hospodaření
Akcie společnosti jsou obchodovány na švýcarské burze SIX Swiss Exchange, volně obchodováno je však asi jen 10 % akcií. Mezi největší akcionáře patří EOS Holding (31,4 %), EDF Alpes Investissements (25 %) a Elektra Birseck Münchenstein (13,6 %).

## Alpiq v České republice
V České republice sídlí obchodník s elektřinou Alpiq Energy SE a dodavatel elektřiny a plynu pro domácnosti, municipality, malé, střední i velké firmy Alpiq Retail CZ do roku 2019 společnost  Alpiq Generation provozovala dvě teplárny - jednu v Kladně a jednu ve Zlíně, Obě dvě byly prodány společnosti Sev.en Energy. 